# Vilardevós
Vilardevós là một đô thị trong tỉnh Ourense, thuộc vùng Galicia ở tây bắc Tây Ban Nha. Dân số 2803 (điều tra dân số Tây Ban Nha năm 2001) và diện tích 152 km².

## Biến động dân số
| Biến động dân số của Vilardevós - giai đoạn 1900 và 2004 -                                                                           |       |       |       |       |
| 1900 | 1930  | 1950  | 1981  | 2004  |
| 4.695 | 5.639 | 6.645 | 5.932 | 2.633 |
| Fuentes: INE e IGE (Los criterios de registro censal variaron entre 1900 y 2004, y los datos del INE y del IGE pueden no coincidir.) |       |       |       |       |